# Supervivencia, Evasión, Resistencia y Escape

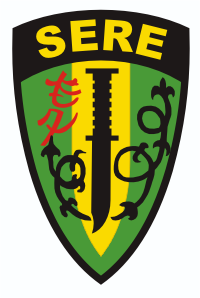
La insignia del SERE del Cuerpo de Marines y de la Armada de Estados Unidos de la costa Este y Oeste. Es un cuchillo cortando un alambre de espino en territorio extranjero.

Supervivencia, Evasión, Resistencia y Escape (en inglés: Survival, Evasion, Resistance, and Escape, o por su acrónimo, SERE) es un programa de entrenamiento que prepara a militares de las Fuerzas Armadas de Estados Unidos, civiles del Departamento de Defensa y contratistas militares privados, para que puedan sobrevivir y "regresar con honores" en diversos escenarios de supervivencia. La instrucción abarca técnicas de supervivencia, evasión de capturas, métodos y destrezas para escapar del cautiverio, así como la aplicación del código de conducta militar. Creado oficialmente por la Fuerza Aérea de Estados Unidos al final de la Segunda Guerra Mundial y al comienzo de la "Guerra Fría", se adoptó por la Armada y el Cuerpo de Marines, consolidándose dentro de la Fuerza Aérea durante la guerra de Corea, dando un mayor enfoque al "entrenamiento de resistencia".